# Cydia coniferana
Cydia coniferana é uma espécie de insetos lepidópteros, mais especificamente de traças, pertencente à família Tortricidae.
A autoridade científica da espécie é Saxesen, tendo sido descrita no ano de 1840.
Trata-se de uma espécie presente no território português.